# 종9품
종9품은 고려와 조선의 18품계 중 최하위인 제18등급의 품계였다.

## 조선
종9품에 해당하는 관직으로 참봉·탁유·부정자·의금부도사·겸인의·가인의·감역·가감역·사산감역(四山監役)·대군사부·왕자사부·왕손교부·교관·분교관·수봉관·수위관·전화(典貨)·부사용·군문초관(軍門哨官), 군현의 훈도, 각 도의 심약·검률·역승(驛丞)·권관(權管)·소모별장(召募別將) 등이 있었다.